# Elisabeth van Neurenberg
Elisabeth van Neurenberg (1358 - 26 juli 1411) was van 1400 tot 1410 Rooms-Duits koningin. Ze behoorde tot het huis Hohenzollern.

## Levensloop
Elisabeth was een dochter van burggraaf Frederik V van Neurenberg en Elisabeth van Meißen, dochter van markgraaf Frederik II van Meißen.
Op 27 juni 1374 huwde ze met Ruprecht van de Palts, de zoon en erfgenaam van keurvorst Ruprecht II van de Palts. In 1398 werd Elisabeth keurvorstin-gemalin van de Palts toen haar echtgenoot zijn vader opvolgde als keurvorst. In 1400 werd Ruprecht bovendien verkozen tot Rooms-Duits koning, waardoor Elisabeth eveneens Rooms-Duits koningin werd.
In 1410 stierf haar echtgenoot. Elisabeth overleefde haar echtgenoot een jaar en stierf in 1411.

## Nakomelingen
Elisabeth en Ruprecht kregen negen kinderen die de volwassenheid haalden:
- Ruprecht Pipan (1375-1397)
- Margaretha (1376-1434), huwde in 1394 met hertog Karel II van Lotharingen
- Frederik (1377-1401)
- Lodewijk III (1378-1436), keurvorst van de Palts
- Agnes (1379-1401), huwde in 1400 met hertog Adolf I van Kleef
- Elisabeth (1381-1408), huwde in 1407 met hertog Frederik IV van Oostenrijk
- Johan (1383-1443), vorst van Palts-Neumarkt
- Stefanus (1385-1459), vorst van Palts-Simmern-Zweibrücken
- Otto I (1390-1461), vorst van Palts-Mosbach

## Voorouders
| Elisabeth van Neurenberg             | Elisabeth van Neurenberg                                                 | Elisabeth van Neurenberg                                                 | Elisabeth van Neurenberg                                                              | Elisabeth van Neurenberg                                                              | Elisabeth van Neurenberg                                                 | Elisabeth van Neurenberg                                                 | Elisabeth van Neurenberg                                                    | Elisabeth van Neurenberg                                                    |
| ------------------------------------ | ------------------------------------------------------------------------ | ------------------------------------------------------------------------ | ------------------------------------------------------------------------------------- | ------------------------------------------------------------------------------------- | ------------------------------------------------------------------------ | ------------------------------------------------------------------------ | --------------------------------------------------------------------------- | --------------------------------------------------------------------------- |
| Overgrootouders                      | Frederik IV van Neurenberg (1287–1332) ∞ Margaretha van Gorizia (-1348)  | Frederik IV van Neurenberg (1287–1332) ∞ Margaretha van Gorizia (-1348)  | Berthold VII van Henneberg-Schleusingen (1272-1340) ∞ Adelheid van Hessen (1268–1317) | Berthold VII van Henneberg-Schleusingen (1272-1340) ∞ Adelheid van Hessen (1268–1317) | Frederik I van Meißen (1257–1323) ∞ Elisabeth van Arnshaugk (1286-1359)  | Frederik I van Meißen (1257–1323) ∞ Elisabeth van Arnshaugk (1286-1359)  | Keizer Lodewijk de Beier (1282-1347) ∞ 1324 Beatrix van Silezië (1292-1322) | Keizer Lodewijk de Beier (1282-1347) ∞ 1324 Beatrix van Silezië (1292-1322) |
| Grootouders                          | Johan II van Neurenberg (1309–1357) ∞ Elisabeth van Henneberg (-1377)    | Johan II van Neurenberg (1309–1357) ∞ Elisabeth van Henneberg (-1377)    | Johan II van Neurenberg (1309–1357) ∞ Elisabeth van Henneberg (-1377)                 | Johan II van Neurenberg (1309–1357) ∞ Elisabeth van Henneberg (-1377)                 | Frederik II van Meißen (1310-1349) ∞ Mathilde van Beieren (1313-1346)    | Frederik II van Meißen (1310-1349) ∞ Mathilde van Beieren (1313-1346)    | Frederik II van Meißen (1310-1349) ∞ Mathilde van Beieren (1313-1346)       | Frederik II van Meißen (1310-1349) ∞ Mathilde van Beieren (1313-1346)       |
| Ouders                               | Frederik V van Neurenberg (1333–1398) ∞ Elisabeth van Meißen (1329-1375) | Frederik V van Neurenberg (1333–1398) ∞ Elisabeth van Meißen (1329-1375) | Frederik V van Neurenberg (1333–1398) ∞ Elisabeth van Meißen (1329-1375)              | Frederik V van Neurenberg (1333–1398) ∞ Elisabeth van Meißen (1329-1375)              | Frederik V van Neurenberg (1333–1398) ∞ Elisabeth van Meißen (1329-1375) | Frederik V van Neurenberg (1333–1398) ∞ Elisabeth van Meißen (1329-1375) | Frederik V van Neurenberg (1333–1398) ∞ Elisabeth van Meißen (1329-1375)    | Frederik V van Neurenberg (1333–1398) ∞ Elisabeth van Meißen (1329-1375)    |
| Elisabeth van Neurenberg (1358–1411) |                                                                          |                                                                          |                                                                                       |                                                                                       |                                                                          |                                                                          |                                                                             |                                                                             |